# Колпакчи, Владимир Яковлевич
Влади́мир Я́ковлевич Колпакчи́ (26 августа [7 сентября] 1899, Киев — 17 мая 1961, Одесская область) — советский военачальник, генерал армии (1961). Герой Советского Союза (6.04.1945).

## Биография

### Ранние годы и образование
Родился 7 сентября 1899 года в Киеве в семье служащего по финансовому ведомству Якова Львовича Колпакчи (при рождении Якова Лейбовича; 2 ноября 1869, Хотин, Бессарабская губерния — не ранее 1917), выпускника фармацевтического отделения Императорского Юрьевского университета (1896), и Евгении Осиповны Колпакчи (?—1921). Отец происходил из семьи хотинского купца второй гильдии, владельца винокуренных и пивоваренных заводов Лейба Мошковича (Льва Моисеевича) Колпакчи (1817—?) и Ципры (Цецилии) Моисеевны Колпакчи (в девичестве Гольденберг, 1832—1897), перевёлся на фармацевтическое отделение Юрьевского университета из киевского Императорского университета Святого Владимира 18 января 1895 года. В 1897 году поступил на службу в ведомство Министерства финансов. До 1899 года работал младшим штатным контролёром на винокуренном заводе в Опочне Радомской губернии, затем помощником акцизного надзирателя 4-го округа в Тышовцах Люблинской губернии. В 1902 году назначен старшим помощником надзирателя окружного акцизного управления в Люблине, а в «Списке личного состава Министерства финансов на 1916 год» надворный советник Я. Л. Колпакчи уже числится надзирателем окружного управления акцизными сборами в Люблине; награждён орденом Св. Станислава 3-й степени. 
Владимир Колпакчи был единственным сыном в семье, экстерном окончил Киевское реальное училище. В 1914 году, после развода родителей, уехал с матерью в Петроград, где семья жила на Карповке, дом № 19. Мать трудилась на почтамте, затем в Петроградской коммуне. Окончил 6-й класс петроградской 9-й гимназии императора Петра Великого. В мае 1915 года вместе с товарищем по гимназии Сергеем Васильевым добровольцем сбежал на фронт, но ввиду юного возраста их направили на юнкерские курсы.

### Начало военной службы и гражданская война
В мае 1916 года был призван на военную службу в Русскую императорскую армию. Зачислен в учебную команду при штабе 43-го армейского корпуса. После окончания учёбы в ней зачислен в конную комендантскую команду при штабе 12-го армейского корпуса 12-й армии Северного фронта, младший унтер-офицер. Участник Первой мировой войны. В период Февральской революции 1917 года находился в отпуске по болезни и принимал участие в революционных событиях в составе отряда при комиссариате Петроградской стороны. В Красной гвардии — с августа 1917 года. Участник Октябрьской революции в Петрограде и штурма Зимнего дворца.
В Красной Армии — с марта 1918 года. Участник Гражданской войны. Служил в 1-м Петроградском красноармейском корпусе командиром роты и батальона. С июля 1918 года — командир батальона в 47-м стрелковой полку 6-й стрелковой дивизии, во главе которого участвовал в обороне Петрограда от войск генералов А. П. Родзянко и Н. Н. Юденича. Окончил командно-инструкторские курсы Петроградского военного округа в июне 1919 года, назначен командиром Отдельного коммунистического батальона особого назначения, с которым убыл на Южный фронт. С февраля 1920 года — помощник начальника тыла района и 14-й армии. Участвовал в боях с армией УНР Ю. Тютюнника под Одессой. С сентября 1920 — комендант Пскова. После начала Кронштадтского восстания в начале 1921 года назначен комендантом Южной группы войск 7-й армии, в этой должности принимал участие в штурме Кронштадта, был контужен. Членом РКП(б) состоял с 1918 года.

### Межвоенный период
С апреля 1921 года — помощник комиссара 11-й стрелковой дивизии Петроградского ВО, но вскоре был переведен в штаб Петроградского укрепленного района: помощник коменданта, комендант, с ноября 1921 — военком броневой группы, с марта 1922 — помощник военкома и военком штаба 1-го стрелкового корпуса. С сентября 1922 года — помощник военкома, а с июля 1923 года военком Петроградского укрепленного района. С октября 1923 года служил на Туркестанском фронте на должностях военкома 3-й Туркестанской стрелковой дивизии и военкома штаба войск Восточно-Бухарской группы. Участвовал в боевых действиях против басмачей. С августа 1924 по сентябрь 1925 года — военком 17-й Нижегородской стрелковой и 59-й стрелковой дивизий. Затем направлен на учёбу в академию.
В 1928 году окончил Военную академию РККА имени М. В. Фрунзе. С мая 1929 года служил в Белорусском военном округе — командир 110-го Новозыбковского стрелкового полка 37-й стрелковой дивизии, с 30 апреля 1931 — начальник штаба 2-й Белорусской стрелковой дивизии, с июня 1933 — командир-комиссар 8-й Минской стрелковой дивизии имени Ф. Э. Дзержинского, с июля 1936 — заместитель начальника штаба округа.
Участвовал в гражданской войне в Испании с августа 1937 года по февраль 1938 года, будучи военным советником командира 22-й испанской бригады и военного советника командира 13-й интернациональной бригады. Воевал в республиканской армии под Мадридом и Валенсией под псевдонимом «Колев». Был ранен.
В марте 1938 года вернулся в СССР и был назначен командиром 12-го стрелкового корпуса в Приволжском военном округе. С декабря 1940 года — начальник штаба Харьковского военного округа.

### Война
В начале Великой Отечественной войны был назначен начальником штаба сформированной на базе Харьковского военного округа 18-й армии. Армия была передана Южному фронту и участвовала в приграничных сражениях в Молдавии и в Тираспольско-Мелитопольской оборонительной операции. В начале октября 1941 года в ходе Донбасской оборонительной операции 18-я армия попала в окружение и понесла тяжелые потери, командарма генерал-лейтенант А. К. Смирнов погиб. Колпакчи принял командование армией и вывел из окружения часть войск[прояснить] со штабом. Принял участие в Ростовской наступательной операции. С 24 декабря 1941 года — начальник штаба, с 17 января 1942 года — помощник командующего войсками Брянского фронта по формированиям.
С февраля 1942 года — заместитель командующего 4-й ударной армией Калининского фронта и одновременно командующий Велижской группой войск. В мае 1942 года назначен командующим 7-й резервной армией, на базе которой 10 июля того же года была сформирована 62-я армия и вскоре включена в состав Сталинградского фронта. До 2 августа 1942 года командовал 62-й армией в оборонительных боях в Большой излучине Дона. В боях вблизи Калача-на-Дону 62-я армия понесла тяжелые потери, штаб армии утратил связь с войсками, попавшими в окружение. После неудачных боёв в большой излучине Дона Колпакчи был снят с должности командующего 62-й армией (2 августа 1942) по требованию командующего Сталинградским фронтом В. Н. Гордова. Однако вскоре был снят с должности сам Гордов, а Колпакчи получил новое назначение также на должность командарма.
С ноября 1942 года — командующий 30-й армией Западного фронта, участвовавшей в операции «Марс». В марте 1943 года войска армии участвовали в Ржевско-Вяземской стратегической наступательной операции 1943 года, в ходе которой освободили г. Ржев (3 марта). Хотя в целом задачи операции выполнены не были (9-ю немецкую армию не удалось разгромить в Ржевском выступе и она отошла на заранее подготовленный оборонительный рубеж), действия 30-й армии получили высокую оценку: она единственная из всех участвующих в этой операции армий получила гвардейское наименование и была преобразована в 10-ю гвардейскую армию на основании директивы Ставки ВГК от 16 апреля 1943 года. Ею генерал Колпакчи командовал около месяца.

Могила Героя Советского Союза Владимира Яковлевича Колпакчи

14 мая 1943 года назначен командующим 63-й армией Брянского фронта. Умело руководил армией в Курской битве, в Орловской, Брянской, Гомельско-Речицкой, Оршанской наступательных операциях.
С февраля 1944 года — начальник штаба 2-го Белорусского фронта, который провёл Полесскую наступательную операцию.
С апреля 1944 года и до конца войны — командующий 69-й армией 1-го Белорусского фронта. Войска 69-й армии под командованием В. Я. Колпакчи отличились в Белорусской наступательной операции: действуя в первом эшелоне фронта, во время Люблин-Брестской фронтовой операции (18 июля — 2 августа 1944 года) армия наступала на холмском направлении, прорвала оборону противника, с ходу форсировала реку Западный Буг и во взаимодействии с 7-м гвардейским кавалерийским корпусом заняла польский город Холм (22 июля). В конце июля части армии вышли на Вислу, с ходу форсировали её и захватили стратегически важный Пулавский плацдарм.
Командующий 69-й армией генерал-полковник В. Я. Колпакчи проявил особое мастерство военачальника и личное мужество во время Висло-Одерской наступательной операции. Армией была прорвана укреплённая долговременная оборона немецко-фашистских войск и разгромлена сильная группировка противника под городом Радом, во взаимодействии с другими соединениями РККА заняла польские города Радом, Томашов (Томашув-Мазовецки), Лодзь, Познань (с участием 91-го стрелкового корпуса), Мезеритц (Мендзыжеч) и другие. Пройдя за три недели свыше 300 км на запад, в начале февраля передовые части армии форсировали с ходу реку Одер.
Указом Президиума Верховного Совета СССР от 6 апреля 1945 года «за образцовое выполнение боевых заданий командования на фронте борьбы с немецкими захватчиками и проявленные при этом отвагу и геройство», генерал-полковнику Колпакчи Владимиру Яковлевичу присвоено звание Героя Советского Союза с вручением ордена Ленина и медали «Золотая Звезда».
В дальнейшем войска армии принимали активное участие в боевых действиях по удержанию и расширению плацдарма в районе Кюстрина и в Берлинской наступательной операции.
За время войны В. Я. Колпакчи был 11 раз упомянут в благодарственных приказах Верховного Главнокомандующего.

### Послевоенная служба
После войны командовал войсками Бакинского военного округа (июль — октябрь 1945). С конца 1945 года командовал 40-й армией Одесского военного округа. С мая 1946 — заместитель командующего войсками Дальневосточного военного округа, с июля 1946 по март 1950 года — командующий 1-й Краснознамённой отдельной армией на Дальнем Востоке. Окончил Высшие академические курсы при Высшей военной академии имени К. Е. Ворошилова в июле 1951 года. С февраля 1952 года — командующий 6-й армией в Северном военном округе. С мая 1954 года командовал войсками Северного военного округа. С января 1956 года был начальником управления в Главном управлении боевой подготовки Сухопутных войск, а с августа 1956 года — начальник Главного управления боевой подготовки Сухопутных войск СССР.

### Гибель
Погиб 17 мая 1961 года во время войсковых учений при крушении вертолёта Ми-4 в районе села Надеждовка (110 км юго-западнее Одессы) на Тарутинском полигоне Одесского военного округа вместе с генерал-полковником С. Н. Перевёрткиным, генерал-лейтенантом артиллерии В. И. Гоффе, генерал-майором А. П. Морозовым, полковником В. В. Хихловским, а также тремя членами экипажа. Обстоятельства гибели долгое время замалчивались. Кремирован. Похоронен 20 мая в Москве на Новодевичьем кладбище (8 участок, 12 ряд).
Из всех советских военачальников В. Я. Колпакчи самое непродолжительное время был генералом армии — 12 дней.

## Семья
- Жена — Галина Степановна Колпакчи (урождённая Новикова, 1901—1961). Играла на фортепиано и гитаре[2]. Похоронена на Новодевичьем кладбище рядом с мужем.
  - Дочь — Марина Владимировна Колпакчи-Кузнецова (род. 31 августа 1933), балерина, народная артистка России (2010)[25]. Была замужем за младшим сыном бывшего первого секретаря Ленинградского обкома ВКП(б), секретаря ЦК ВКП(б) А. А. Кузнецова, Валерием.
- Троюродная сестра — востоковед-японист Евгения Максимовна Колпакчи, троюродный брат — египтолог и полиглот Григорий Иванович Колпакчи.

## Воинские звания
- Комбриг (26.11.1935)
- Комдив (8.3.1938)
- Генерал-майор (4.6.1940)
- Генерал-лейтенант (14.2.1943)
- Генерал-полковник (2.11.1944)
- Генерал армии (5.5.1961)

## Награды
- медаль «Золотая Звезда» Героя Советского Союза № 5858 (6.04.1945)
- 3 ордена Ленина (3.01.1937[26], 21.02.1945[26], 6.04.1945[27])
- 3 ордена Красного Знамени (21.06.1937[26], 03.11.1944[27], 20.06.1949[27])
- 3 ордена Суворова I степени (21.09.1943[26], 23.08.1944[26], 29.05.1945)
- 2 ордена Кутузова I степени (9.04.1943[26], 27.08.1943[26])
- орден Красной Звезды (16.08.1936)[26]
- Медали, в том числе:
  - «За оборону Сталинграда»
  - «За победу над Германией в Великой Отечественной войне 1941—1945 гг.»;
  - «За взятие Берлина»
  - «За освобождение Варшавы»[28]

Приказы (благодарности) Верховного Главнокомандующего в которых отмечен В. Я. Колпакчи.
- За окончательную ликвидацию наступавших из районов южнее Орла и севернее Белгорода в сторону Курска немецких войск, и переход в наступление на орловско-курском и белгородско-курском направлениях. 24 июля 1943 года. № 1.
- За смелые и решительные действия при форсировании реки Десна к югу от Брянска и овладение городом Трубчевск. 19 сентября 1943 года. № 19.
- За переход в наступление из района Ковеля, прорыв сильно укрепленной обороны немцев продвижение вперед на 50 километров, выход к реке Западный Буг, и овладении более 400 населенных пунктов, в том числе крупных населенных пунктов Ратно, Малорыта, Любомль, Опалин. 20 июля 1944 года. № 142.
- За овладение штурмом городом и крупным железнодорожным узлом Хелм (Холм) — важным опорным пунктом обороны немцев на люблинском направлении. 22 июля 1944 года. № 145.
- За успешное наступление с плацдармов на западном берегу Вислы, южнее Варшавы, овладение сильными опорными пунктами обороны немцев Варка, Груйец, Козенице, Солец, Зволень, Бялобжеги, Едлинск, Илжа, а также занятие более 1300 других населенных пунктов. 16 января 1945 года. № 221.
- За овладение штурмом овладели крупным промышленным центром Польши городом Радом — важным узлом коммуникаций и сильным опорным пунктом обороны немцев. 16 января 1945 года. № 222.
- За овладение крупнейшим промышленным центром Польши городом Лодзь и городами Кутно, Томашув (Томашов), Гостынин и Ленчица — важными узлами коммуникаций и опорными пунктами обороны немцев. 19 января 1945 года. № 233.
- За овладение штурмом городом Калиш — важным узлом коммуникаций и сильным опорным пунктом обороны немцев на бреславском направлении. 24 января 1945 года. № 250.
- За овладение городами Ландсберг, Мезеритц, Швибус и Цюллихау — крупными узлами коммуникаций и мощными опорными пунктами обороны немцев, прикрывающими подступы к Франкфурту-на-Одере. 31 января 1945 года. № 266.
- За овладение городами Франкфурт-на-Одере, Вандлитц, Ораниенбург, Биркенвердер, Геннигсдорф, Панков, Фридрихсфелъде, Карлсхорст, Кепеник и прорыв в столицу Германии Берлин. 23 апреля 1945 года. № 339.
- За завершение ликвидации группы немецких войск, окруженной юго-восточнее Берлина. 2 мая 1945 года. № 357.

Награды иностранных государств:
- Орден «Virtuti militari» (Польша, 1946)[29]
- Орден «Крест Грюнвальда» 1-й степени (Польша, 1946)
- Орден республиканской Испании[30]
- Медаль «За Одру, Нису и Балтику» (Польша, 1946)
- Медаль «За Варшаву 1939—1945» (Польша)
- Медаль «Китайско-советская дружба» (КНР)[26]

## Память
- Именем В. Я. Колпакчи названа улица в Орле, на одном из домов которой в его честь установлена мемориальная доска.
- Памятная стела установлена на центральном сквере Аллеи Славы в городе Ржеве.

### Комментарии
1. ↑  Отказался эвакуироваться самолетом
2. ↑  23 июля части 6-я армии вермахта (VIII армейский корпус) нанесли удар по правому флангу 62-й армии в районе Верхней Бузиновки[Loc 1]. Штабы двух стрелковых дивизий с узлом радиосвязи были разгромлены, командир 192-й стрелковой дивизии полковник А. С. Захарченко — убит. Связь с окруженными войсками была потеряна. В окружение попали 192-я и 184-я стрелковые дивизии , два полка 33-й гвардейской с.д., 40-я танковая бригада и три артиллерийских полка[17].
 
Проблемы 62-й армии привлекли внимание Ставки ВГК. По предложению представителя Ставки А. М. Василевского Сталин дал разрешение использовать две недавно сформированные танковые армии: 1-ю ТА (ком. К. С. Москаленко) и 4-ю ТА (ком. В. Д. Крючёнкин). Однако действия танковых сил успеха не имели и окруженная группировка была разбита. Выйти удалось лишь небольшой части окруженных в количестве 5 тыс. человек[17].

### Сноски
1. ↑  Список личного состава Министерства финансов на 1904 год. СПб: издание редакции «Вестника финансов» (стр. 325): Колпакчи Яков Львович, 1869 г.р., коллежский секретарь, православный, выпускник Императорского Юрьевского университета.
2. 1 2 3  Имена Победы : в 2-х т. / авт.-сост. Н. Р. Малиновская, Е. В. Юрина. — М.: Кучково поле, 2015. — Т. 2. — С. 219—229. — 358 с.
3. 1 2  Евгения Осиповна Колпакчи в Адресной и справочной книге «Весь Петроград» на 1917 год. Дата обращения: 4 июня 2022. Архивировано 8 февраля 2021 года.
4. ↑  Императорский Юрьевский университет. Книга приёма в фармацевты. Матрикульные №№ 1—1433. Запись № 298 (стр. 60 из 319): «Яков Колпакчи, ранее учившийся в университете Св. Владимира, православный, род. 02.11.1869 г. в Хотине, сын Льва из купцов и Цецилие, урожд. Гольденберг; поступил 18.01.1895 г., окончил в 1-м семестре 1896 г. Место жительства: Хотин, Бессарабская губерния»
5. ↑  В ревизских сказках 1865, 1874 и 1888 годов по Бессарабской губернии, доступных на сайте еврейской генеалогии JewishGen.org нью-йоркского Музея еврейского наследия, отец указывается как Яков Лейбович Колпакчи, 1869 г.р., сын хотинского купца 2-й гильдии, владельца винокуренных заводов Лейба Мошковича Колпакчи (1817 г.р.) и Ципры Колпакчи (1832 г.р.). Дед был уроженцем города Бендеры Бессарабской области, где прадед уже к 1835 году был приписан к купцам третьей гильдии.
6. ↑  Запись о смерти бабушки В. Я. Колпакчи — «вдовы купца Ципры Моисеевны Колпакчи» 21 сентября 1897 года в канцелярии одесского городового раввина
7. ↑  Императорский Юрьевский университет. Книга приёма в фармацевты. Матрикульные №№ 1—1433. Запись № 298 (стр. 60 из 319).
8. ↑  Памятная книжка Радомской губернии на 1899 год. — Радом, 1899. — С. 117.
9. ↑  Вся Россия. Адрес-календарь Российской империи. — СПб.: Издание А. С. Суворина, 1902. — Стб. 2379.
10. ↑  Список личного состава Министерства финансов на 1906 год. СПб: издание редакции «Вестника финансов» (стр. 269): Колпакчи Яков Львович
11. ↑  Список личного состава Министерства финансов на 1916 год. СПб: издание редакции «Вестника финансов» (стр. 428): Колпакчи Яков Львович
12. ↑  Список личного состава Министерства финансов на 1908 год. СПб: издание редакции «Вестника финансов» (стр. 298): Колпакчи Яков Львович: согласно всем ежегодникам Министерства финансов между 1902 и 1917 годами семья Колпакчи проживала в Люблине (1906), (1907), (1908), (1909), (1911), (1913)). До 1913 года Я. Л. Колпакчи был коллежским асессором, в 1913 году стал надворным советником.
13. 1 2  Казарьян А. В. Война, люди, судьбы. Кн. 2. — Ереван: Айастан, 1977. — С. 26—36. — 303 с.
14. ↑  Колпакчи Владимир Яковлевич, краткая биография. Дата обращения: 3 октября 2010. Архивировано 22 октября 2020 года.
15. ↑  Кузнецов И. И. Маршалы, генералы и адмиралы 1940 года. — Иркутск: «Восточно-Сибирская издательская компания», 2000. – С.400.
16. ↑  Носков Н. Генерал армии В. Я. Колпакчи (К 70-летию со дня рождения). // Военно-исторический журнал. — 1979. — № 9. — С.94-96.
17. 1 2 3  Erickson, 2003, pp. 364—366.
18. ↑  Крылов, 1979, с. 7.
19. 1 2  Приказы Верховного Главнокомандующего в период Великой Отечественной войны Советского Союза. Сборник. М., Воениздат, 1975. Дата обращения: 22 февраля 2019. Архивировано 5 июня 2017 года.
20. ↑  Феськов В. И., Голиков В. И., Калашников К. А., Слугин С. А. Вооруженные силы СССР после Второй мировой войны: от Красной армии к Советской. Часть 1: Сухопутные войска / под науч. ред. В. И. Голикова. — Томск: Изд-во НТЛ, 2013. — 640 с. — Приложение 32.1. Маршалы, генералы и адмиралы Вооружённых Сил СССР, погибшие в послевоенный период.
21. ↑  Баринов В. А. Трагические судьбы красных командиров. — Москва: Вече, 2015. — 380 с.; ISBN 978-5-4444-3639-4. — С.234.
22. ↑  Колпакчи Владимир Яковлевич : некролог // Правда. — 1961. — № 140 (20 мая). — С. 3.
23. ↑  Похороны погибших воинов // Правда. — 1961. — № 141 (21 мая). — С. 6.
24. ↑  Вячеслав Огрызко. Нелепая авиакатастрофа. Литературная Россия (18 апреля 2025). Дата обращения: 9 июля 2025.
25. ↑  В одном из интервью рассказала о своём отце: Балерина Марина Колпакчи-Кузнецова: «Когда я танцевала на кремлёвских банкетах, гости не жевали». // «Известия». — 2008. — 18 декабря.  Архивная копия от 4 июня 2022 на Wayback Machine
26. 1 2 3 4 5 6 7 8 9  Колпакчи Владимир Яковлевич. Память народа. Дата обращения: 12 июля 2025.
27. 1 2 3  Награждён в соответствии с Указом Президиума Верховного Совета СССР от 04.06.1944 «О награждении орденами и медалями за выслугу лет в Красной Армии»
28. ↑  Кроме того, по утверждению ряда авторов, в 1917 году В. Я. Колпаки был награждён Георгиевским крестом IV степени, но документальных подтверждений этой информации не обнаружено.
29. ↑  Данные о награждениях В. Я. Колпакчи наградами Польши и Испании приведены в соответствии с подписанным им послужным списком, составленным в конце 1946 года. Документ опубликован в: Казаченко Б. Н., Бакши Н. Ю. Генерал армии В. Я. Колпакчи. – М.: Буки Веди, 2017. – 220 с. — ISBN 978 5-4465-1636-0. — С.122—151.
30. ↑  Наименование ордена в разных источниках указывается по разному: «За храбрость при обороне Мадрида», «Лавры Мадрида», «Звезда Мадрида» и др.

### Положение на местности
1. ↑  Верхняя Бузиновка:49°03′39″ с. ш. 43°12′51″ в. д.HGЯO